# 宁古塔
寧古塔（转写：ningguta）為清朝時期古地名，約今黑龙江省东部至俄羅斯远东地区南部（滨海边疆区）一帶，範圍大概是圖們江以北，乌苏里江上游（包括兴凯湖附近），牡丹江流域及以東，东临日本海，舊屬吉林将军地界，核心区接近现屬黑龍江省牡丹江市。滿語數之六為寧古（转写：ninggun），每（此處接數字）個為塔（转写：-ta），所以寧古塔的意思是“每六個”。清人稱其：「南瞻長白，北繞龍江，允邊城之雄區，壯金湯之帝里。」

## 地理及歷史
寧古塔常年冰封。王家禎《研堂見聞雜錄》稱“寧古塔，在遼東極北，去京七、八千里。其地重冰積雪，非復世界，中國人亦無至其地者。”吳兆騫在給其母的信中說：“寧古寒苦天下所無，自春初到四月中旬，大風如雷鳴電激咫尺皆迷，五月至七月陰雨接連，八月中旬即下大雪，九月初河水盡凍。雪才到地即成堅冰，一望千里皆茫茫白雪。”方拱曾說：“人說黃泉路，若到了寧古塔，便有十個黃泉也不怕了！”
寧古塔有新舊二城，新城在今黑龙江省宁安市（即宁安县城），旧城在今海林市西南、海浪河南岸的旧街乡古城村。《盛京通志》第三十一卷載：“寧古塔舊城，在海蘭河（今海浪河）南岸有石城（內城），高丈余，週一裏，東西各一門。”寧古塔舊城東門外三里，有樹林，名為覺羅，被視為努爾哈赤太祖龍興之地；此去至城東、北、西近城皆平原，遍植玫瑰，每至每年五月初盛開，一片花海，景致極為美麗怡人。吳桭臣稱“寧古山川土地，俱極肥饒，故物產之美，鮮食之外，雖山蔬野蓛，無不佳者。皆無所屬，任人自取。”方拱乾稱寧古風俗風俗醇厚「臻無為之治」，「道不拾遺物，物遺則拾之置于公，俟失者往認焉」。吳桭臣《寧古塔紀略》亦稱：「大率信義為重，路不拾遺，頗有古風」。楊賓在《寧古塔雜詩》上說：“石磯圍平野，河流抱淺沙。土城惟半壁，茅屋有千家。泣月天邊雁，悲風塞上笳。老親忠信在，不減住中華。”當地滿族人採集花瓣，製作「玫瑰糖」及香水成為特產。
順治三年（1646年），設奉天昂邦章京管轄東北地區。順治九年（1652年）七月，「命梅勒章京沙爾虎達、甲喇章京海塔、尼噶禮統官兵駐防寧古塔。」到了康熙元年（1662年）改為寧古塔將軍，康熙五年（1666年）迁建新城（今宁安市）。康熙十五年（1676年），寧古塔將軍移治吉林乌拉，以原吉林副都統移駐寧古塔，即宁古塔副都统，戰略地位逐漸消失。
清朝初期寧古塔是吉林的一部分，屬吉林將軍所管轄，順治十二年陳嘉猷被發往寧古塔開始，這裏便成為清初流放重犯之地。通常在作出流放寧古塔這一判罰之後，往往還會加一句“永世不得入關”。例如鄭成功之父鄭芝龍，就被流放到此地，一說並被處死於此。顺治十四年（1657年）爆發丁酉科場案，吴兆骞被发配到宁古塔。康熙二十年（1681年）經明珠、徐學、徐元文等朝廷重臣相救，納資贖歸，前後歷經23年。張縉彥稱，「流徙來者，多吳、越、閩、廣、齊、楚、梁、秦、燕、趙之人。」
1860年簽訂的《中俄北京條約》中規定清政府須將此地大部份割予沙俄，今歸俄羅斯滨海边疆区所管。俄羅斯遠東的重要太平洋港口海參崴及灠溝崴均處古代寧古塔。

## 外部連結
[在维基数据编辑]
 《欽定古今圖書集成·方輿彙編·職方典·烏喇寧古塔部》，出自陈梦雷《古今圖書集成》